# 奥氏沙百灵
奥氏沙百灵（学名：Spizocorys obbiensis），是百灵科沙百灵属的一种，为索马里的特有种。
奥氏沙百灵的平均体重约为13.6克。栖息地包括亚热带或热带的（低地）干草原和亚热带或热带的（低地）干燥疏灌丛。